# Susanna Heikki
Susanna Heikki (Kolari, 23 maggio 1973) è una cantante finlandese.

## Biografia
Susanna Heikki ha iniziato a cantare all'età di 16 anni in un gruppo chiamato Vega, in cui è rimasta per quattro anni, prima di avviare la sua carriera da solista. È salita alla ribalta nel 1997 con la partecipazione al festival del tango finlandese Seinäjoen Tangomarkkinat, dove è arrivata fra i finalisti; ha ritentato la competizione nel 2015, anno in cui ha vinto, venendo eletta regina del tango.
Dopo il suo successo al Seinäjoen Tangomarkkinat del 1997 ha ottenuto un contratto discografico con la MTV-Musiikki (poi Mediamusiikki), su cui ha pubblicato il suo album di debutto eponimo l'anno successivo e il secondo disco, Pakene, nel 1999. Ha inoltre piazzato un singolo, Kulkurin korvarengas, al 20º posto della Suomen virallinen lista alla fine del 1999. Dopo aver lasciato temporaneamente la musica all'inizio degli anni 2000 per concentrarsi sulla sua nuova famiglia, ha ripreso a cantare nel 2007. In seguito alla sua incoronazione a regina del tango, ha pubblicato l'album Valoja nel 2016 su etichetta Sony Music Finland.

## Discografia

### Album in studio
- 1998 – Susanna Heikki
- 1999 – Pakene
- 2009 – Vietellen
- 2016 – Valoja

### Singoli
- 1997 – Amorin kareet
- 1998 – Lentosuukko
- 1999 – Luona kioskin
- 1999 – Kulkurin korvarengas
- 2000 – Vie kotiin minut
- 2000 – Enkelin kyyneleet/Jäin sulle velkaa
- 2002 – Vanha roy
- 2002 – Ratsia
- 2010 – Empimättä sinun
- 2011 – Ennen kuin on liian myöhäistä
- 2012 – Oot historiaa
- 2014 – Jos rakkaus sattuu
- 2015 – Kuin helminauhaa
- 2016 – Ladidaa
- 2016 – Enkelivaloa